# Typha kalatensis
Typha kalatensis là một loài thực vật có hoa trong họ Typhaceae. Loài này được Assadi & Hamdi mô tả khoa học đầu tiên năm 2003.